# 米里亚姆·诺尔
米里亚姆·诺尔（Miriam Naor，1947年10月26日—2022年1月24日）是以色列法学家，曾于2015年至2017年间担任以色列最高法院院长。她于2017年因年满70岁而退休，其接任者为埃丝特·哈尤特。